# Santabarbaraschreeuwuil
De santabarbaraschreeuwuil (Megascops barbarus) is een vogel uit de familie Strigidae (uilen).

## Verspreiding en leefgebied
Deze soort komt voor in zuidelijk Mexico en noordelijk Guatemala.

## Status
De grootte van de populatie is in 2019 geschat op 20-50 duizend volwassen vogels. Op de Rode lijst van de IUCN heeft deze soort de status niet bedreigd.

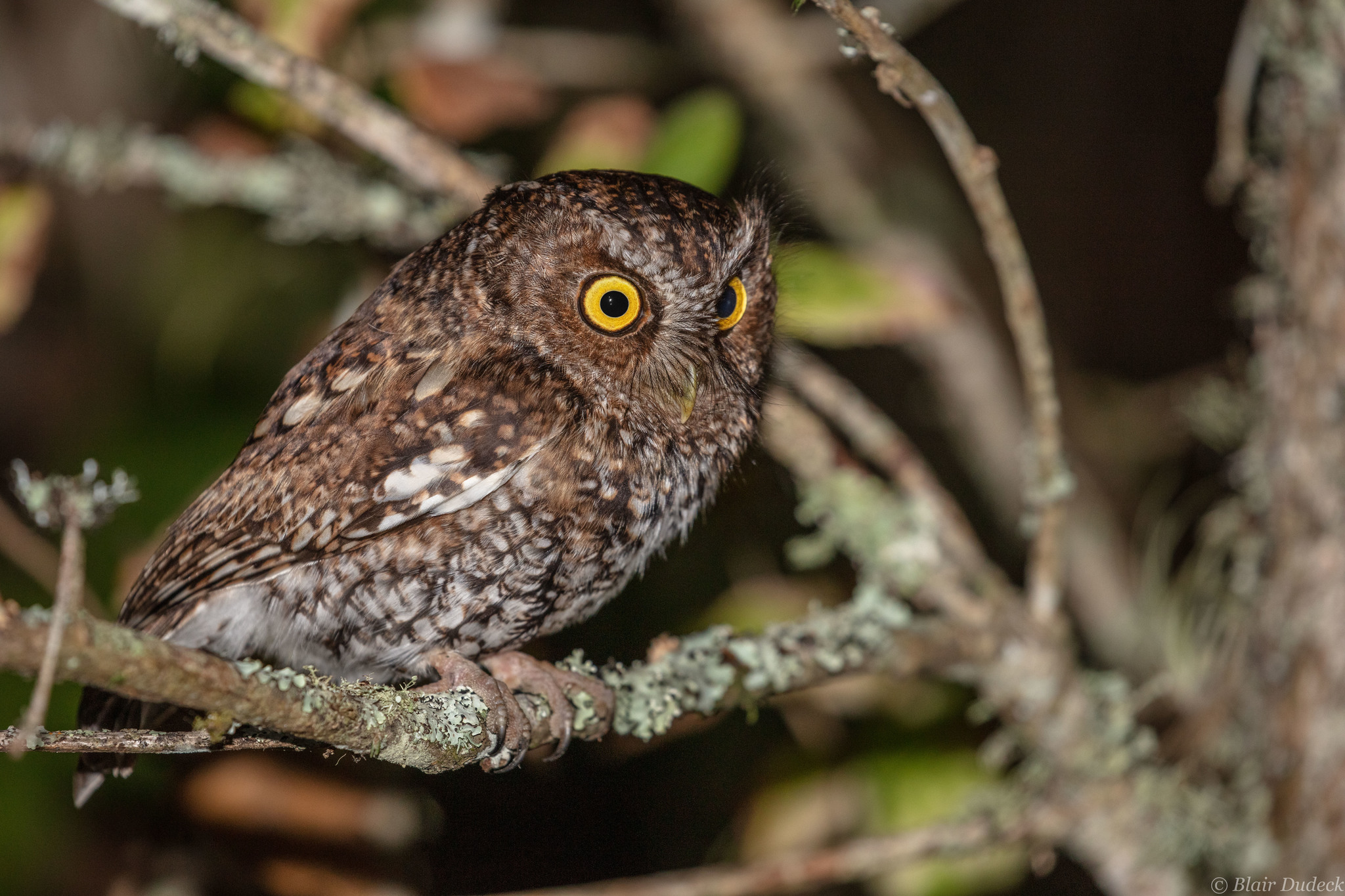